# Richard Richard
Richard Richard (1858 – 2. Januar 1933 in Coburg) war ein Theaterschauspieler und Sänger (Bass).

## Leben
Richard begann seine Bühnenlaufbahn 1889 in Stettin und hat sich namentlich im Anfang derselben sowohl als Schauspieler wie Sänger betätigt. Bereits 1890 trat er in den Verband der Hofbühne in Coburg-Gotha, woselbst er bis mindestens 1902 als geschätztes und seinen Fähigkeiten entsprechend gewürdigtes Mitglied tätig war.
Er war ein ganz vortrefflicher Bassbuffo, denn gesangliche und darstellerische Eigenschaften wirkten hier zusammen und erzielten höchst günstige Gesamtleistungen. Sie zeichneten sich durch gesangliche Akkuratesse, wirkungsvolle Gesten und charakterliche Mimik vorteilhaft aus. So wären „van Bett“, „Baculus“, „Beckmesser“, „Bartollo“, „Leporello“ etc. besonders hervorzuheben.
Sein Lebensweg nach 1902 ist unbekannt.